# Kelowna
Kelowna és una ciutat d'Okanagan Valley, al sud de l'interior de la Colúmbia Britànica al Canadà. El seu nom deriva del nom de l'os grizzly en l'idioma del poble Okanagan. Es troba a 344 m d'altitud, ocupa una superfície de 211,69 km² i té uns 117.000 habitants.

## Història

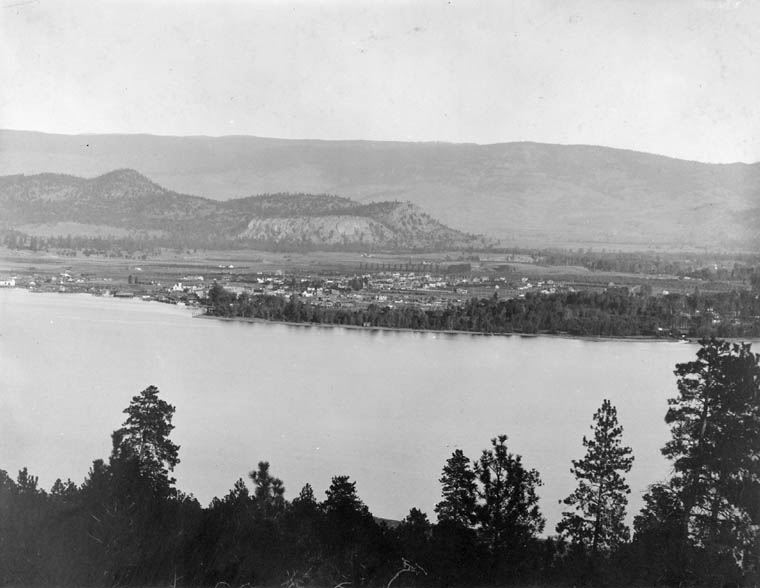
Kelowna el 1909
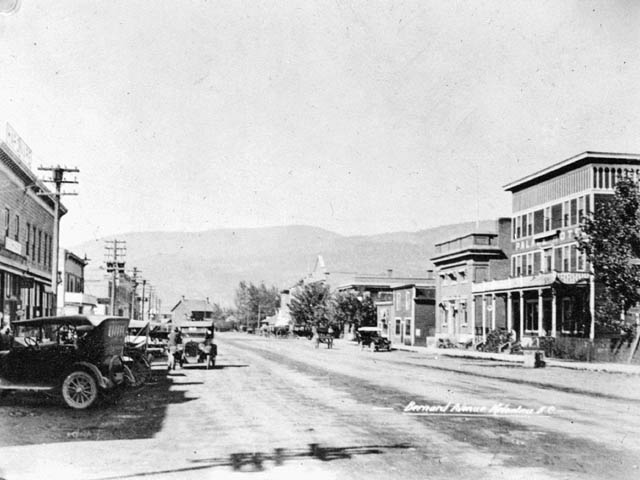
Kelowna el 1920

El sacerdot francès Charles M. Pandosy va ser el primer europeu a arribar-hi l'any 1859.

## Clima
La temperatura mitjana anual és de 7,7 °C amb -3,8 °C al gener i 19,1 °C al juliol. El clima és semiàrid. La precipitació mitjana anual és de 298 litres amb el màxim a l'estiu. El seu clima permet el conreu de la vinya (en regadiu).